# Česká literatura ve 2. polovině 19. století
Na začátku padesátých let 19. století nastává pro českou literaturu příležitost, jak znovu zaujmout významné postavení v kulturním životě. Tato příležitost souvisí s koncem bachovského absolutismu, říjnový diplom z roku 1860 vedla k novému uspořádání státu a Únorová ústava z roku 1861 umožňuje znovuobnovení kulturního i politického života. Došlo k založení mnoha kulturních a společenských spolků, např. spolek Sokol, Hlahol, Umělecká beseda, otevření Prozatímního divadla, apod.
V oblasti literatury se na počátku šedesátých let a také v sedmdesátých letech 19. století objevilo několik literárních skupin. Jako první to byli májovci, dále ruchovci a lumírovci. V sedmdesátých letech se literatura diferencuje na dva směry – národní kolem almanachu Ruch a kosmopolitní kolem časopisu Lumír.

## Májovci
Skupina mladých literátů sdružených kolem osobností Jana Nerudy a Vítězslava Hálka vydala v roce 1858 almanach Máj. Názvem almanachu se autoři přihlásili k odkazu Karla Hynka Máchy. Redaktorem almanachu Máj byl Josef Barák, žurnalista a organizátor táborů lidu, které se konaly na památných místech na protest proti vídeňské politice.
Hlavní představitelé májovců získali ke spoluúčasti na almanachu ze svých vrstevníků Rudolfa Mayera, Václava Šolce, Adolfa Heyduka, prozaičky Karolínu Světlou a její sestru Sofii Podlipskou, dále autora romanet Jakuba Arbesa. Ze starších spisovatelů pozvali Karla Sabinu, Boženu Němcovou a Karla Jaromíra Erbena. Jejich další almanachy vycházely v 60. letech, v druhém ročníku almanachu se májovci přihlásili ke Karlu Jaromírovi Erbenovi. Sympatie ke Karlu Havlíčkovi Borovskému mohli dát veřejně najevo až po pádu bachovského absolutismu.
Odmítavá kritika almanachu Máj však ukázala, že prapůvodní představa národní klasičnosti nepřestala pro mnohé literáty ze starších generací platit. Ti pokládali za vzor pro české básníky lidovou píseň. Člen májovců, Vítězslav Hálek, nazval tuto starší generaci „ožuvavci“ a odmítl tím zúženou představu národní literatury. Obhajoby názorů májovců se ujal Jan Neruda. Prohlásil, že revoluční rok 1848 vymanil Čechy z izolovanosti vůči ostatní Evropě a učinil je naopak její součástí. Takto se má i český národ podílet na všeobecném pokroku. Literární kritice se věnoval i Vítězslav Hálek, který zdůrazňoval, že předmětem českého básnictví je člověk jako takový.
Májovci propagovali českou literaturu. Od zahraniční literatury se ale nedistancují, je jejich vzorem, přesto májovci zůstali českými autory, kteří ve svých dílech sledují zájmy národa. Mezi povinnosti spisovatele zahrnovali májovci pravidelnou novinářskou práci a veřejně prospěšnou činnost. Vítězslav Hálek se stal duší Umělecké besedy, založené v roce 1863. Bylo to sdružení českých umělců, které pořádalo diskuzní a společenské večery, Karolína Světlá podporovala ženské hnutí, Jan Neruda podněcoval svými recenzemi divadelní činnost.
Májovci vnesli do české literatury především odmítnutí představy národního umění, jehož vzorem byla lidová píseň a Rukopisy královédvorský a zelenohorský. Krásná literatura měla zobrazovat současného člověka a ovlivňovat občanskou morálku. Odmítali historismus s výjimkou dramat.
Jan Neruda (1834–1891), spisovatel, žurnalista a člen redakce Národních listů, kolem kterého se mladí literáti sdružili, vstoupil do literatury baladou Oběšenec. Jeho první básnickou sbírkou se stala sbírka Hřbitovní kvítí z roku 1858, která obsahuje pesimistické básně, které vycházejí z jeho vlastních zkušeností s chudobou. Další sbírku vydal v roce 1868, byly to Knihy veršů, se sociálními baladami (např. Dědova mísa), intimní (Otci, Matičce a Anně) a s vlasteneckou lyrikou. Po deseti letech, v roce 1878 vycházejí Písně kosmické, kde Neruda vyjadřuje vztah člověka a vesmíru.
V roce 1883 vychází sbírka Balady a romance, která je pokračovatelkou erbenovské lidové tradice (Romance o Karlu IV., apod.). Ve stejném roce Neruda vydává Prosté motivy, což je sbírka intimních zpovědí stárnoucího básníka, která oslavuje krásu života ve čtyřech ročních obdobích. V roce 1896, pět let po Nerudově smrti, vycházejí zásluhou Jaroslava Vrchlického, Zpěvy páteční. Je to soubor skladeb na téma národního utrpení a odboje. Jan Neruda se za svého života ale spíše proslavil jako prozaik a autor novinářských a povídkových próz. Projevuje se v nich jako realista, který dovede čtenáře zaujmout tématem i použitým jazykem, který čerpá z chudého pražského prostředí, zachycuje pražské postavy, typické figurky a nešetří ironií. Zde patří např. sbírka próz Arabesky z roku 1864. Neruda je také autorem fejetonů, ve sbírce Různí lidé čerpá zkušenosti s lidmi, které potkal na svých zahraničních cestách. Ze sbírek fejetonů jsou to dále Studie krátké a kratší, Žerty hravé i dravé, Menší cesty a Obrazy z ciziny. Známá je také povídka Trhani, která zobrazuje tragický osud dělníků na stavbě železnice.
Vrcholem jeho prozaické tvorby jsou Povídky malostranské z roku 1878, ve kterých čerpá ze vzpomínek na rodnou Malou Stranu. Zobrazuje tragické i humorné osudy figurek a postav, které jsou zachyceny realisticky a kriticky (např. Týden v tichém domě, Figurky, Jak si pan Vorel nakouřil pěnovku).
Vedle Jana Nerudy stál u zrodu májovců Vítězslav Hálek (1835–1874), spisovatel a žurnalista. Stejně jako Neruda byl i Hálek členem redakce Národních listů. Hálkovou prvotinou se stala balada Nekřtěncova dušička z roku 1854. Poté vydává báseň Alfred, která je ovlivněna tvorbou Máchy a Byrona. Ve sbírkách Večerní písně, V přírodě, v povídkách Na statku a v chaloupce, Pod pustým kopcem je zobrazen ideál lidského života v sepětí s přírodou. Hálek je také autorem balad a romancí, které shromáždil v díle Balady. V roce 1874 vyšla posmrtně sbírka drobných epik s názvem Pohádky z naší vesnice. Napsal také řadu povídek z vesnického prostředí (např. Muzikantská Liduška). Úspěšná byla Hálkova dramata s historickou tematikou (Král Vukašín, Záviš z Falkenštejna, apod.).
Spisovatelky Karolína Světlá a Sofie Podlipská, které patřily do okruhu májovců, inspirovala spisovatelka George Sandová. Po jejím vzoru se snažily o společenský román ze současnosti, venkovský román a také historická témata.
Karolína Světlá (1830–1899), vlastním jménem Johanna Rottová, si zvolila svůj pseudonym podle rodné vsi svého muže. Do literatury vstoupila novelou Dvojí probuzení, která byla uveřejněná v almanachu Máj.
Následovala povídka Láska k básníkovi a román První Češka. Jsou to příběhy emancipovaných hrdinek v městském prostředí. Dalším tématem je pražská historie, ve které Světlá hledá zdroje lidové moudrosti. Jsou to romány Černý Petříček, Zvonečková královna a Poslední paní Hlohovská. Nejvíce se ale Světlá orientovala na romány z venkovského prostředí, jsou to např. Vesnický román, Kříž u potoka, Kantůrčice, Frantina a Nemodlenec. Tyto romány čerpají náměty z Podještědí, kde Světlá žila. Hlavními postavami jsou většinou mladé ženy, které musí často řešit rozpor mezi tím, co jim diktuje společnost a tím, co jim velí jejich srdce. Sestra Karolíny Světlé, Sofie Podlipská (1833–1897), napsala román Peregrinus, dále je autorkou historických a romantických próz.
Dalším autorem, který byl členem spolku májovců, byl Jakub Arbes (1840–1914). Byl to žurnalista, redaktor Národních listů, vydavatel satirického časopisu Šotek. Arbes je autorem romanet – novelistických příběhů s tajemstvím, které je racionálně vysvětleno. První romaneto vydal v roce 1866 s názvem Ďábel na skřipci, následovala romaneta Svatý Xaverius, Sivooký démon, Ukřižovaná, Newtonův mozek a Kandidáti existence. Je také autorem románů (Moderní upíři, Mesiáš, a jiné). Arbes také sepsal řadu studií, které jsou věnované psychologii literárních tvůrců. Patří sem cykly Nesmrtelní pijáci, Záhadné povahy a Z duševní dílny básníků.
Dalším z májovců byl Adolf Heyduk, autor mnoha lyrických sbírek. (např. Básně, Dědův odkaz, Cimbál a husle).
K májovcům dále patřili básníci sociálně zaměření – Rudolf Mayer a Václav Šolc. Z Mayerova díla je to báseň V poledne a posmrtně vydané Básně. Václav Šolc vydal sbírku Prvosenky.

## Generace ruchovců a lumírovců
Literární život druhé poloviny 19. století se orientoval především na otázku, kam by se měla soudobá tvorba ubírat – zda tvořit v národním nebo světovém duchu. Národní směr prosazovali již zmínění ruchovci v časopise Osvěta, kolem časopisu Lumír se shromažďovali zastánci světovosti české literatury.
Polemiku mezi oběma směry vyvolal almanach Máj, který vydali následovníci Vrchlického v roce 1878. Jako první odmítla almanach představitelka ruchovců Eliška Krásnohorská. Vytýká mu „antickou smyslnost, opakování všeobecných apostrof na svobodu a lidstvo bez určité důraznosti,“ apod. Vrchlickému vyčítala, že „slovanskou zpěvnost“ nahradil „rétorikou po francouzském způsobu.“ Tato polemická srážka se také promítla ve sporu o národní či kosmopolitní budoucnost české literatury. Spory mezi Osvětou a Lumírem ale brzy utichly, snad také přispěním Jana Nerudy, který prohlásil, že jen výsledky tvůrčí práce rozhodnou, kdo má pravdu, a že české písemnictví potřebuje každý talent jakéhokoliv zaměření. K překonání sporů mezi ruchovci a lumírovci také přispěl Svatopluk Čech tím, že roku 1879 obnovil – po Tylovi a Hálkovi – časopis Květy.
Ruchovci a lumírovci však přesto nebyly dvě od sebe oddělené a nevraživé skupiny spisovatelů. Byli to autoři dvojího zaměření, jejichž názory se proti sobě občas polemicky vyhrotily. Ale v zásadě se tyto dva proudy doplňovaly a navzájem obohacovaly.
Generaci ruchovců a lumírovců spojoval smysl pro historismus, pro prohlubující se duchovní krizi, jíž se snaží čelit. Navazovali na romantismus ze začátku století a přitom přijímali podněty od směrů časově bližších – realismu, dekadence, symbolismu a dalších. Proto je lze označit také jako novoromantiky. Ruchovce i lumírovce dále sbližuje v próze zalíbení v symbolech, postavách jednajících na základě vášní a velkých gest, také vypravěč, který komentuje dění s citovou zaujatostí.
Krásné próze se připisovala schopnost bavit a vychovávat, proto si např. Sládek pro Lumír předcházel prozaiky, jejichž čtenářskou oblibou si byl jistý – Julia Zeyera, Aloise Jiráska a další. Poezií se jako „vysokým uměním“ zabývali Jaroslav Vrchlický, Svatopluk Čech, Julius Zeyer a Josef Václav Sládek. Považovali verš za něco, co je odpoutáno od běžného dorozumívání, básnictví totiž chápali jako protiváhu všedních dní a hovorové řeči. Jen zčásti psali do novin, publicistický dialog vedly raději přes časopisy.

### Ruchovci
V roce 1868 byl položen základní kámen Národního divadla. Při této příležitosti se představila nová literární generace ruchovců. Spisovatel Václav Ruch vydal almanach Ruch, který redigoval Josef Václav Sládek, výrazně do něj přispěl Svatopluk Čech. Orgánem ruchovců se stal časopis Osvěta, v jehož čele stál Václav Vlček.
Ruchovci zastávali v literárním životě tradiční názory, tíhli k domácí látce a národním dějinám. Volně navazovali na program májovců, chtěli českou literaturu oprostit od cizích, zejména německých, vlivů. Právě orientaci na západní literatury vytýkají ruchovci skupině lumírovců. Ruchovci se orientovali na slovanskou literaturu, byli to především básníci, kteří usilovali o získání čtenářů pro ideály národního hnutí. Zpočátku k nim patřil Josef Václav Sládek, Svatopluk Čech a Eliška Krásnohorská, dále Rudolf Pokorný a Ladislav Quis.
Nejznámějším básníkem ruchovské generace byl Svatopluk Čech (1846–1908), který redigoval vlastní časopis Květy. Byl to hlavně epický básník, je také autorem politické lyriky, satirické a humoristické prózy. V almanachu Ruch vydal báseň Husita na Baltu. První Čechova sbírka Básně vyšla v roce 1874. Dále vydal eposy Čerkes, Evropa, Slavie. Z historické epiky jsou to skladby Václav z Michalovic a Dagmar. Svůj vztah k českému venkovu Čech vyjádřil v básních Ve stínu lípy (1879) a Lešetínský kovář (1883). Z epiky jsou to satirické Petrklíče nebo epos Hanuman. Velký čtenářský ohlas měla Čechova politická lyrika – sbírky Jitřní písně (1887), Nové písně (1888) a Písně otroka (1894). Z humorné a satirické prózy jsou to díla Jestřáb kontra Hrdlička a známé broučkiády – Pravý výlet páně Broučkův do Měsíce (1888), Nový epochální výlet pana Broučka, tentokráte do XV. století (1889).
Dalším představitelem ruchovců je Josef Václav Sládek (1845–1912), redaktor almanachu Ruch z roku 1868. V sedmdesátých letech se ale Sládek připojil k lumírovcům a redigoval časopis Lumír, který polemizoval s představiteli národní školy, tedy ruchovci. Sládek přesto zůstal básníkem, který ve svém díle respektuje tradice české lidové poezie. Jeho první básnická sbírka vyšla v roce 1875 pod názvem Básně. Druhou sbírkou byly Jiskry na moři z roku 1880. V obou těchto sbírkách je patrný smutek ze smrti manželky. Další sbírky jsou již optimističtější – Světlou stopou (1881), Na prahu ráje (1883), Ze života (1884) a Sluncem a stínem (1887). V těchto sbírkách se objevuje optimistický pohled na život. Známá je Sládkova tvorba pro děti, jsou to básnické sbírky Zlatý máj (1887), Skřivánčí písně (1888) a Zvony a Zvonky (1894).
Sládek zastával názor, že k znovuzrození národa může výrazně přispět selský stav, na základě tohoto názoru vznikly v osmdesátých a devadesátých letech sbírky Selské písně a české znělky, Starosvětské písničky a jiné písně, Směska, Nové selské písně a České písně. Závěr Sládkovy básnické tvorby představují sbírky intimní poezie V zimním slunci (1897), Za soumraku (1907) a Léthé a jiné básně (1907). Sládek strávil dva roky v Americe, zážitky z tohoto pobytu sepsal pod názvem Americké obrázky, které vyšly rok po jeho smrti v roce 1913. Pracoval také jako překladatel z angličtiny, překládal např. Byrona a Shakespeara.
Další představitelkou ruchovců se stala Eliška Krásnohorská (1847–1926), která se k ruchovcům hlásila po celou dobu svojí tvorby. Věnovala se poezii, psala libreta a překládala. Svoji poezii zaměřila na intimní a přírodní lyriku ve sbírkách Z máje žití (1871) a Ze Šumavy (1873). Napsala libreta k Smetanovým operám Hubička, Tajemství, Čertova stěna. Překládala díla Puškina, Mickiewicze a Byrona.
K ruchovcům patřil také básník Rudolf Pokorný (1853–1887), autor sbírek zaměřených na poznávání Slovenska, překladatel z ruské a polské literatury. Významné také byly sbírky Ladislava Quise (1846–1913), vydavatele Havlíčkových, Nerudových a Erbenových spisů.

### Lumírovci
Kosmopolitní literární skupinou byly lumírovci, kteří vydávají časopis Lumír pod vedením Josefa Lumíra. Generaci lumírovců reprezentují hlavně dva básníci – Jaroslav Vrchlický a Julius Zeyer. Lumírovci navazují na májovce, prosazují svobodnou básnickou tvorbu a její světovost.
Jaroslav Vrchlický (1853–1912), vlastním jménem Emil Frída, byl tvůrcem rozsáhlého díla všech literárních druhů, byl překladatelem a literárním kritikem. Do literatury vstoupil sbírkou Z hlubin (1875). Svůj plán zobrazit dějiny lidstva po vzoru Hugovy legendy věků uskutečnil v epickém cyklu Zlomky epopeje.
Epické příběhy se uplatňují ve sbírkách z osmdesátých a devadesátých let – Sfinx, Dědictví Tantalovo, Brevíř moderního člověka, Skvrny na slunci, Staré zvěsti, Perspektivy a jiné. K epopeji lidstva se Vrchlický vrací ve sbírce Mýty (1879) a sbírka Selské balady (1885) čerpá z dějin selského odboje. K radostným sbírkám plným lásky, životního optimismu a smyslnosti patří Eklogy a písně, Dojmy a rozmary, Poutí k Eldorádu, Hudba v duši a jiné. Koncem devadesátých let však do Vrchlického poezie proniká tragický tón, a to ve sbírkách Hořká jádra, É morta a Písně poutníka. Věnuje se také tvorbě básní s románskými a orientálními typy veršů, jsou to sbírky Zlatý prach, Moje sonáta a další. Své lyrické dílo završil ve sbírkách Strom života (1909) a Meč Damoklův (posmrtně 1913). Z překladů jsou to např. díla francouzských autorů Huga, Baudelaira, italských autorů Danta a Petrarky, dále Shakespeara, Goetha, Schillera a dalších. Úspěšný byl Vrchlický jako dramatik, známá je Noc na Karlštejně (1884), dále např. Soud lásky, Hippodamie nebo dramata z české historie Drahomíra, Bratři a Knížata.
Julius Zeyer (1841–1901), další představitel lumírovců, je autorem žánrově všestranného díla, je autorem epických skladeb, prozaikem i dramatikem. První velký úspěch získal románem Ondřej Černyšev (1875). Následují Román o věrném přátelství Amise a Amila (1887), román Jan Maria Plojhar (1888) a Tři legendy o krucifixu (1892). Ve své poezii se Zeyer obrací hlavně k mýtům a dávným legendám. Sem patří sbírka Vyšehrad, Čechův příchod, z francouzských mýtů je to Karolinská epopeja (1896), Zpěv o pomstě za Igora (1882) a Trojí paměti Víta Choráze (1900). Ze Zeyerovy dramatické tvorby jsou to díla z českých dějin Libušin hněv, Šárka, Neklan, veselohra Stará historie a dodnes hraná romantická pohádka Radúz a Mahulena (1896).

## Rozvoj realismu
Česká literatura navazuje v osmdesátých letech 19. století na snahu o realismus, který se v naší literatuře uplatňoval od čtyřicátých let 19. století Němcovou, Havlíčkem, Tylem a dalšími autory. Jejich reálné zobrazení mělo pomoci především k rozvoji národa a k emancipaci. Generace realistů šedesátých let přešla k tvorbě sociálních románů, cíle ale měla společné jako generace čtyřicátých let.
Historická látka, odmítaná májovci, se nyní dostávala do popředí. Tři vůdčí básníci Ruchu a Lumíru (Jaroslav Vrchlický, Svatopluk Čech a Julius Zeyer) rozšířili svoje témata o minulost a neomezovali se jen na Čechy nebo Evropu. Jaroslav Vrchlický a Julius Zeyer psali většinu historické básně se „slavnostním“ tónem, naproti tomu Svatopluk Čech pojal historickou látku s vtipem (broučkiády).
Nejčastěji se však historická témata prosazovala v prozaické povídce a románu z českých dějin. Jejich autory byli převážně Alois Jirásek a Zikmund Winter.
Počátky tvorby Aloise Jiráska (1851–1930) jsou spjaté s jeho rodným regionem a tamními lidovými tradicemi. Jsou to sbírky Povídky z hor (1878), Skaláci (1875) a Viktora (1874). Následují díla Maloměstské historie, Skály a známí Psohlavci, odehrávající se za chodského povstání. Staré pověsti české (1894) jsou působivě zpracované pověsti a kroniky. Jirásek chtěl vytvořit románový obraz husitského hnutí. Z tohoto plánu vzešla trilogie Mezi proudy, další trilogie Proti všem a třetí trilogie Bratrstvo. Dále se Jirásek ve své tvorbě věnoval období národního obrození, sem patří pětidílný román F. L. Věk (1890–1907) a čtyřdílná kronika U nás (1897). Třetím historickým obdobím, jímž se Jirásek zabývá, je pobělohorská doba. Sem spadá román Temno (1915). Rozsáhlá je i jeho dramatická tvorba, která zahrnuje historické hry, venkovská dramata i veselohry. Z dramat je to Vojnarka, z historických dramat Jan Žižka (1903), Jan Hus (1911) a Jan Roháč (1913–1914), vlastenecký charakter mají pohádkové hry Lucerna a Pan Johanes.
Historická témata Zikmunda Wintera (1846–1912) se opírala o archivní studium života v českých městech v období od 14. do 17. století. Jeho první sbírka vyšla v roce 1895 s názvem Život církevní v Čechách, následovaly knihy Kulturní obraz českých měst, Děje vysokých škol pražských, Dějiny řemesel a obchodu v Čechách ve 14. a 15. století, Starobylé obrázky z Rakovnicka, Nezbedný bakalář a další sbírky. Známá je ironická povídka Rozina sebranec (1903). Winter je autorem rozsáhlého románu Mistr Kampanus (1906–1907), který zobrazuje poměry na pražské univerzitě kolem roku 1620.

## Český naturalismus
V českém prostředí probíhaly diskuze o naturalismu od konce 70. let 19. století. Starší generace (zastoupena například Eliškou Krásnohorskou a mluvčím lumírovců Josefem Durdíkem) odmítala estetiku „ošklivosti“, která nebyla v souladu s představou lidu jako nositelem mravních hodnot a s uměleckým požadavkem harmonie pravdy, krásy a mravnosti. Naturalismus obhajovala mladá modernistická generace, Vilém Mrštík překládal Zolovy programové stati, František Xaver Šalda Zolovy teorie odmítl, ale jeho dílo vyzdvihoval.
V české literatuře nebyl naturalismus příliš výrazný, nejsilněji se patrně projevil v díle Viléma Mrštíka, především v románu Santa Lucia. Bratři Alois a Vilém Mrštíkové ve svém díle Maryša.
Prvky naturalismu v symbióze s realismem se objevují v díle Ignáta Herrmanna U snědeného krámu (1890).
Výrazně ovlivněn naturalismem byl i Josef Karel Šlejhar, který ale experimentoval i se symbolismem – Zátiší, Vraždění, Peklo, Kuře melancholik, Co život opomíjí.
Naturalismem byla ovlivněna i díla prozaičky Anny Marie Tilschové, která však bývá řazena spíše k realismu (např. Fany, Stará rodina, Synové, Dědicové).
Nejvýraznějším českým naturalistou je Karel Matěj Čapek-Chod, jmenujme např. román Turbina (1916), nebo Antonín Vondrejc (1917–1918). Postavy jeho děl jsou determinovány nešťastnými okolnostmi, jakékoli ideály a vznešené city jsou ironizovány. Pro Čapka-Choda je příznačná znalost prostředí i jazyk různých sociálních vrstev.